# Sunseeker
Sunseeker International, je britanski proizvođač luksuznih jahti.
Njihovo sjedište je u luci Poole, u Pooleu, Dorset u Engleskoj. Tvrtka proizvodi jahte od 1979. godine.
Modeli se kreću od manje luksuznih, pa sve do 37 metarskih jahti.
Modeli su Predator (od 50 do 108 stopa), Portofino (od 30 do 50 stopa), Manhattan (s flybridge-om), Yacht (luksuzne jahte do 37 metara) i Sportsfisher.

## Vanjske poveznice
Glavna stranica Sunseekera